# Östermalmstorg

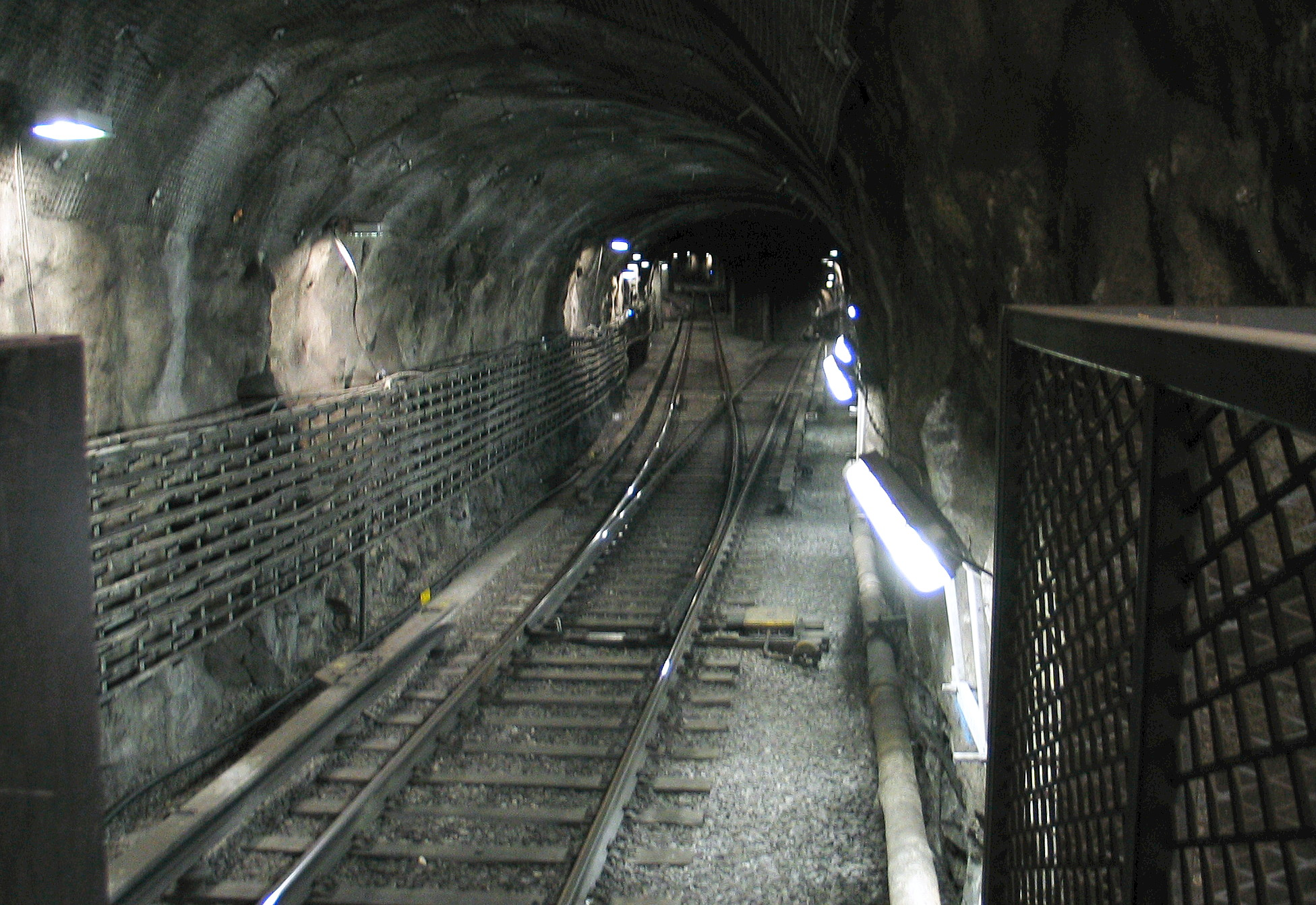
Rozjazd linii T13 i T14

Östermalmstorg – podziemna stacja sztokholmskiego metra, leży w Sztokholmie, w Innerstaden, w dzielnicy Östermalm, w części Östermalm. Na czerwonej linii metra T13 i T14 (tutaj się rozdzielają), między T-Centralen a Karlaplanem i Stadionem. Dziennie korzysta z niej około 31 100 osób.
Stacja znajduje się na głębokości 38 m między skrzyżowaniem Styckjunkargatan i Riddargatan a Östermalmstorgiem. Posiada dwa hale biletowe, północna zlokalizowana jest przy Östermalmstorgu, wyjścia znajdują się przy Sibyllegatan 29 i Nybrogatan 28. Południowa hala posiada wyjścia przy Stureplanie i na rogu Birger Jarlsgatan i Grev Turegatan. 
Otworzono ją 16 maja 1965 jako 59. stację w systemie wraz z odcinkiem T-Centralen-Örnsberg. Posiada jeden peron. Stacja została zaprojektowana przez Olova Blomkvista.

## Sztuka
- Kvinnosaken, freds- och miljörörelsen, rysunki i teksty na betonowych ścianach peronu, Siri Derkert, 1965
- Drewniane rzeźby wokół filaru w przejściu do Birger Jarlsgatan, K G. Bejemark, 1965

## Czas przejazdu
| Linia | Stacja        | Czas przejazdu | Stacja                                     | Czas przejazdu           |
| T13   | Ropsten       | 6 min          | T-Centralen Gamla stan Slussen Liljeholmen | 2 min 4 min 5 min 12 min |
| T13   | Norsborg      | 38 min         | T-Centralen Gamla stan Slussen Liljeholmen | 2 min 4 min 5 min 12 min |
| T14   | Fruängen      | 20 min         | T-Centralen Gamla stan Slussen Liljeholmen | 2 min 4 min 5 min 12 min |
| T14   | Mörby centrum | 13 min         | T-Centralen Gamla stan Slussen Liljeholmen | 2 min 4 min 5 min 12 min |

## Otoczenie
W otoczeniu stacji znajdują się:
| - Dramatiska teatern - Hovstallet - Armémuseum - Hedvig Eleonora kyrka - Hedvig Eleonora skola - Carlssons skola | - Humlegaarden - Elimkyrkan - Historiska museet - Riksantikvarieaembetet - Oscars kyrka |